# Wychwatniwci
Wychwatniwci (ukr. Вихватнівці) – wieś na Ukrainie, w obwodzie chmielnickim, w rejonie kamienieckim. W 2001 liczyła 572 mieszkańców.